# Трамвайне депо імені Шевченка
Трамвайне депо імені Шевченка — депо Київського трамвая, обслуговує правобережну лінію швидкісного трамвая.

## Історія
Кузнечне депо на Діловій вулиці було відкрито 1894 року. З 1895 року, після того, як було електрифіковано усі лінії кінного трамвая, почало обслуговувати більшість маршрутів центральної частини міста. Рухомий склад тоді був представлений вагонами заводу Гербрандт, згодом — Нюрнберзького заводу, а з початку XX століття — і Пульманами.
З 1920-х років депо перейменоване у депо імені Шевченка.
Після поступового скорочення трамвайної мережі в центрі Києва у 1930—50-х роках депо продовжує обслуговувати нечисленні маршрути центральної частини міста і поступово переорієнтовується на маршрути західного напрямку. Зміни зазнає і рухомий склад — в повоєнну добу це почергово МТВ-82, КТВ-55 та КТВ-55-2, а з середини 1970-х років — і чехословацькі Татри Т3SU. З 1978 року депо обслуговує лінію швидкісного трамвая.
Через закриття 1 червня 2001 року ліній вулицею Саксаганського та на Солом'янку депо було відокремлене від маршрутних ліній, але продовжувало перебувати на старому місці, з'єднуючись з діючими лініями службовою гілкою. На той час воно мало адресу вул. Горького (сучасна Антоновича), 54. Однак у вересні 2005 року воно перенесене на західну околицю міста — на масиві Південна Борщагівка було збудоване нове депо, яке зберегло назву попередника, адже всі вагони з центру міста переїхали саме туди.

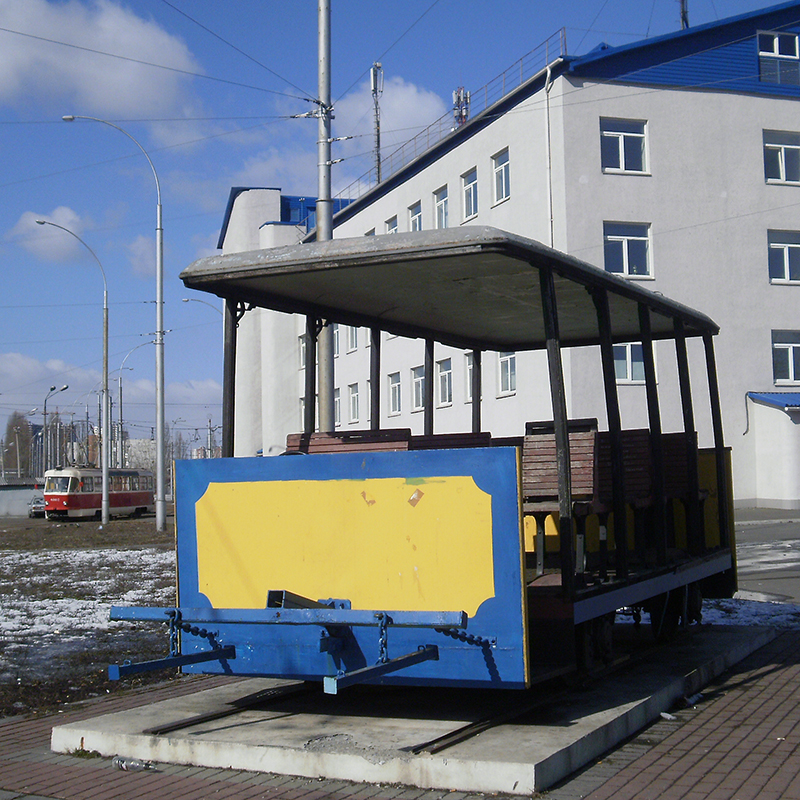
пам'ятник конці (демонтований у 2012)

## Маршрути, які обслуговуються
- № 1 «Вулиця Старовокзальна — Михайлівська Борщагівка» (в теперішньому вигляді існує з 2010 року);
- № 2 «Кільцева дорога — Михайлівська Борщагівка» (відкритий 2010 року);
- № 3 «Вулиця Старовокзальна — Кільцева дорога» (в теперішньому вигляді існує з 2010 року).

## Маршрути, що обслуговувалися до2006року
- № 1 «Палац Спорту — Михайлівська Борщагівка» (у такому вигляді існував з 1977 року, скороченний 2001 року)
- № 1к «Вулиця Старовокзальна — Михайлівська Борщагівка» (у такому вигляді існував з 1989 року, перенумерований на № 1 2006 року, тимчасово діяв під час реконструкції швидкісного трамвая за іншими маршрутами)
- № 5 «Палац Спорту — Залізничний масив» (у такому вигляді існував з 1985 року, закритий 2001 року)
- № 18 «Контрактова площа — Вулиця Старовокзальна» (в теперішньому вигляді існує з 2000 року, переданий в Подільське трамвайне депо)

## Рухомий склад
На 2019 рік працює 86 пасажирських та 10 службових трамваїв :
- Tatra Т3 — з 1976 року
- KT3UA — з 2004 року
- 71-154М — з 2009 року (в пасажирській експлуатації — з 2010) (станом на 2020 рік не обслуговує маршрути у зв'язку з технічними несправностями).
- К-1 — з 2010 року
- К-1М8 — з 2010 року
- К-1М — з 2012 року
- K3R-NNP "Каштан-2" - з 2013 року
- Електрон T5B64 - з 2015 року
- Pesa Fokstrot 71-414K - з 2016 року

## Керівники
- Іван Погрібний (1979–1986)
- Віталій Дмитренко (1986–1993)
- Олександр Козицький (з 1993)